# Wittenbergen
Wittenbergen (niederdeutsch: Wittenbargen) ist eine Gemeinde im Kreis Steinburg in Schleswig-Holstein. Im Gemeindegebiet liegt der Ortsteil Moorrege.

## Geografie

### Geografische Lage
Das Gemeindegebiet von Wittenbergen erstreckt sich am südlichen Ufer des schleswig-holsteinischen Flusslaufs der Stör im Landschaftsbereich der Holsteinischen Vorgeest. zwischen den Städten Kellinghusen und Itzehoe. Die Stör bildet die nördliche Gemeindegrenze auf ganzer Länge ab. Die Stör und ein schmaler Uferstreifen im Gemeindegebiet sind Teil des europäischen NATURA 2000-Schutzgebietes FFH-Gebiet Schleswig-Holsteinisches Elbästuar und angrenzende Flächen. Im äußersten Osten schließt sich das FFH-Gebiet Mittlere Stör, Bramau und Bünzau an. Die Hörner Au fließt am östlichen Gemeinderand durch die Gemeinde Auufer.

### Nachbargemeinden
An das Gemeindegebiet von Wittenbergen grenzen die folgende Nachbargemeinden:
| Lohbarbek   | Mühlenbarbek                                | Kellinghusen |
| Breitenberg | Kompassrose, die auf Nachbargemeinden zeigt |              |
| Moordiek    |                                             | Auufer       |

### Verkehr
Durch die Gemeinde verläuft die schleswig-holsteinische Landesstraße 115. Sie bindet die Gemeinde in nordöstlicher Richtung an die Bundesstraße 206 im Abschnitt der Ortsumgehung von Kellinghusen an. In westlicher Richtung endet sie in Breitenburg an der Landesstraße 116 am Rande der Kreidegrube Saturn.

## Geschichte
Mit Auflösung des Amtes Kellinghusen-Land trat die Gemeinde zum 1. Januar 2008 dem Amt Breitenburg bei.

## Politik

### Gemeindevertretung
Bei der Kommunalwahl am 14. Mai 2023 wurden insgesamt sieben Sitze vergeben. Diese fielen erneut alle an die Kommunale Wählervereinigung Wittenbergen. Die Wahlbeteiligung betrug 67,9 %.

### Wappen
Blasonierung: „Schräglinks geteilt. Rechts von Gold, darin eine schwarze Stahlbrücke aus der schräglinken Teilung wachsend, und Blau geteilt. Links von Grün und Silber, darin ein grünes Eichenblatt, halbrechts geteilt.“

## Wirtschaft
Größter Arbeitgeber war die Kaisermühle, die früher an der Stör einen Hafen betrieb.